# Talina Fernández
Catalina María del Sagrado Corazón Fernández Vela (Ciudad de México, 2 de agosto de 1944-Ciudad de México, 28 de junio de 2023), conocida como Talina Fernández o La Dama del Buen Decir, fue una actriz, presentadora de televisión, locutora de radio y periodista mexicana.

## Biografía y carrera

### 1944-1970: primeros años e inicios artísticos
Catalina María del Sagrado Corazón Fernández Vela nació el 2 de agosto de 1944 en el Hospital Inglés, ubicado en la colonia Anzures de la Ciudad de México, siendo hija única del matrimonio entre Jorge Fernández-Veraud y Catalina Vela Alcaraz. Tuvo cinco hermanos más de los matrimonios posteriores de sus padres. El hipocorístico de «Talina» provino de uno de sus primos que al visitarla en el hospital cuando nació, fue incapaz de pronunciar el nombre de Catalina. A partir de allí, para amigos y familia, fue conocida como «Talina». 
Cursó sus estudios en el Colegio Alemán Alexander von Humboldt. Más tarde, prosiguió sus estudios en un internado en Illinois, Estados Unidos. Allí conoció a Lolita Ayala, a la postre, otra destacada figura de la televisión mexicana. Talina habló con fluidez inglés, francés y alemán. Al volver a México, decidió estudiar enfermería en el Instituto Nacional de Cardiología. No concluyó sus estudios al casarse.
Fue descubierta en una agencia de publicidad por el actor y conductor de televisión argentino Raúl Astor, quien la invitó a formar parte del elenco del programa de variedades La cosquilla (1970). Posteriormente, el periodista Juan «el Gallo» Calderón, la introdujo como parte del programa femenino Mujeres, mujeres y algo más.

### 1970-2000: posicionamiento como periodista
Luego de haber sido animada a convertirse en presentadora de deportes del canal 8 por María Elena «la Gorda» Galindo, hizo una transición de la actuación al periodismo, comenzando a presentar los noticieros En punto, Punto final, Contacto directo, con Juan Ruiz-Healy, y Antena 5. Fue pionera de la fusión entre el Canal 8 y Telesistema Mexicano, misma que dio como resultado el surgimiento de la cadena Televisa, en 1973. En 1976, fue conductora del programa televisivo Nuestras realidades, y en 1977, fue la presentadora del programa de concursos Caras y gestos.
Su carrera periodística continuó en ascenso, lo cual le valió el ser apodada como «la dama del buen decir» por Luis de Llano Macedo. En 1983, fue presentadora de Noche a noche. Cuatro años después, empezó a participar en varios programas televisivos, como Corre GC corre (1987), Vi, video, vencí (1988), y Gana video (1989).
En 1994, mientras se encontraba en Tijuana, el político y candidato a la presidencia de México Luis Donaldo Colosio, fue asesinado. Talina cubrió exclusivamente la nota para Televisa. En 1997, presentó el programa ¿Qué crees?, y un año después se convirtió en una de las pioneras de la emisión matutina Hoy; y además, inició las transmisiones del programa radiofónico Taliníssima, mismo que se mantuvo al aire durante 21 años en la emisora Radio Centro.

### 2000-2023: trabajos posteriores
En 2000, Talina condujo el talk show Hasta en las mejores familias. Dos años después, se incorporó como una de las conductoras titulares del programa de revista Nuestra casa, que presentó junto a su hija Mariana Levy. 
Su carrera posterior incluyó el incursionar de forma regular en algunas emisiones televisivas, como lo fue Sale el sol en 2020, un programa de la cadena Imagen Televisión, y de igual forma lo hizo a través de la plataforma de internet YouTube, donde creó un canal de blogs titulado Talina Fernández presenta....

## Vida personal y muerte
Talina contrajo matrimonio con el francés Gerardo Levy, con quien procreó a sus tres hijos: Mariana, Juan Jorge «Coco» y Patricio; dicho matrimonio duro diez años antes de que se separaran. Se casó por segunda ocasión con Alberto Velasco, un amigo de su infancia, teniendo un matrimonio con duración de seis años antes de que decidieran divorciarse. En 1981, tuvo un tercer casamiento con el político Alejandro Carrillo Castro, mismo que se prolongó hasta 2015, año en que se divorciaron. En 2022, compartió públicamente que se encontraba en una relación con José Manuel Fernández, un hombre al que presentó como su novio y con quien permaneció hasta su muerte. José Manuel reveló que seis meses antes de que Talina muriera, los dos se habían casado para unirse oficialmente como pareja, siendo este el cuarto y último matrimonio de la actriz.
Dos de los hijos de Talina, Mariana y Coco, incursionaron en el mundo del espectáculo. En el caso de Mariana, desarrolló una exitosa carrera como cantante y actriz de televisión. Mariana murió en 2005 a causa de un paro cardíaco. Su hijo Patricio falleció en junio de 2024, tras varios quebrantos de salud.
Falleció el 28 de junio de 2023 a los 78 años, a causa de una leucemia que se agravó rápidamente en Ciudad de México. Su funeral fue realizado en su casa al día siguiente, y posteriormente, su cuerpo fue cremado y sus cenizas fueron entregadas a sus familiares.

## Filmografía

### Televisión

#### Presentadora
- La cosquilla (1970)
- Mujeres, mujeres y algo más (1970)
- En punto (1972)
- Punto final (1972)
- Contacto directo (1972)
- Antena 5 (1973)
- Nuestras realidades (1976)
- Caras y gestos (1977)
- Viva el domingo (1981)
- Noche a noche (1983)
- Ví, video, vencí (1988)
- Nuevas noches (1988)
- ECO (1988)
- Gana video (1989)
- Rim bom video (1991)
- ¿Qué crees? (1997)
- Hoy (1998)
- Hasta en las mejores familias (2000)
- Nuestra casa (2002-05)
- Cuídate de la cámara (2019)
- Sale el sol (2020-2021)

#### Actriz
- Las gemelas (1972)
- Muchachita (1986)
- Tenías que ser tú (1992)
- Adictos (2009)

#### Doblaje
- Vacas vaqueras (Sra. Calloway; 2004)

#### Productora
- Caras y gestos (1977)
- Corre GC corre (1987)
- Buscando a la niña Heidi (película para televisión, 1987)

#### Participante
- MasterChef Celebrity México (2022)

### Teatro
- Todo se vale (1984)

### Radio
- Talinissima (1998-2019)

### Web
- Talina Fernández presenta... (2020)
- ¿Y por qué no? (2022-23)[18]